# Tomislav Stojković
Tomislav Stojković (geboren am 27. Juli 1985 in Belgrad) ist ein serbischer Handballtorwart.
Der 1,91 Meter große und 103 Kilogramm schwere Torwart spielte beim serbischen Verein RK Partizan Belgrad. Er stand auch bei RK Vranje und beim israelischen Verein Hapoel Rischon LeZion unter Vertrag. Im November 2012 wechselte er zum polnischen Verein Gaz-System Pogoń Szczecin.
Mit RK Partizan Belgrad nahm Tomislav Stojković in den Spielzeiten 2004/2005, 2006/2007, 2007/2008 und 2008/2009 am Europapokal der Pokalsieger teil, 2005/2006 am EHF Challenge Cup sowie 2009/2010 am EHF-Pokal und an der EHF Champions League.
Mit der serbischen Nationalmannschaft gewann er bei den Mittelmeerspielen im Jahr 2009 die Goldmedaille.